# Löwenberger Land
Löwenberger Land è un comune di 8 411 abitanti del Brandeburgo, in Germania.

Appartiene al circondario dell'Oberhavel.

## Storia
Il comune venne formato il 31 dicembre 1997 dalla fusione dei comuni di Falkenthal, Glambeck, Grieben, Großmutz, Grüneberg, Gutengermendorf, Häsen, Löwenberg, Neulöwenberg e Teschendorf. Il nome del nuovo comune significa "Regione di Löwenberg", con riferimento al centro abitato più importante.

## Società

### Evoluzione demografica
- Sviluppo della popolazione dal 1875 entro gli attuali confini (Linea Blu: Popolazione; Linea puntata: Confronto dello sviluppo della popolazione dello stato del Brandenburgo; Sfondo grigio: Ai tempi del governo nazista; Sfondo rosso: Al tempo del governo comunista)
- Sviluppo recente della popolazione (Linea blu) e previsioni

| Anno | Abitanti |
| ---- | -------- |
| 1875 | 6 624    |
| 1890 | 7 334    |
| 1910 | 7 569    |
| 1925 | 8 002    |
| 1933 | 8 365    |
| 1939 | 9 195    |
| 1946 | 13 085   |
| 1950 | 12 565   |
| 1964 | 9 998    |
| 1971 | 9 900    |
| 1981 | 8 837    |

| Anno | Abitanti |
| ---- | -------- |
| 1985 | 8 733    |
| 1989 | 8 647    |
| 1990 | 8 527    |
| 1991 | 8 432    |
| 1992 | 8 358    |
| 1993 | 8 302    |
| 1994 | 8 280    |
| 1995 | 8 294    |
| 1996 | 8 290    |
| 1997 | 8 205    |

| Anno | Abitanti |
| ---- | -------- |
| 1998 | 8 260    |
| 1999 | 8 437    |
| 2000 | 8 471    |
| 2001 | 8 472    |
| 2002 | 8 481    |
| 2003 | 8 457    |
| 2004 | 8 436    |
| 2005 | 8 425    |
| 2006 | 8 305    |
| 2007 | 8 230    |

| Anno | Abitanti |
| ---- | -------- |
| 2008 | 8 140    |
| 2009 | 8 093    |
| 2010 | 8 072    |
| 2011 | 8 016    |
| 2012 | 7 967    |
| 2013 | 7 975    |
| 2014 | 8 041    |
| 2015 | 8 101    |
| 2016 | 8 084    |
| 2017 | 8 157    |

| Anno | Abitanti |
| ---- | -------- |
| 2018 | 8 260    |
| 2019 | 8 411    |
| 2020 | 8 460    |

Fonti dei dati sono nel dettaglio nelle Wikimedia Commons..

## Geografia antropica
Il comune di Löwenberger Land è suddiviso nelle frazioni (Ortsteil) di Falkenthal, Glambeck, Grieben, Großmutz, Grüneberg, Gutengermendorf, Häsen, Hoppenrade, Klevesche Häuser, Liebenberg, Linde, Löwenberg, Nassenheide, Neuendorf, Neuhäsen, Neulöwenberg e Teschendorf.